# Юртово (Смоленская область)
Юртово — деревня в Тёмкинском районе Смоленской области России. Входит в состав Батюшковского сельского поселения. Население — 12 жителей (2007 год).
Расположена в восточной части области в 19 км к северо-западу от Тёмкина, в 22 км юго-восточнее автодороги М1 «Беларусь», на берегу реки Ключи. В 21 км южнее деревни расположена железнодорожная станция Тёмкино на линии Вязьма — Калуга.

## История
В годы Великой Отечественной войны деревня была оккупирована гитлеровскими войсками в октябре 1941 года, освобождена в марте 1943 года.